# Habitatge al carrer Mossèn Cinto Verdaguer, 24 (Sant Joan Despí)
L'Habitatge al carrer Mossèn Cinto Verdaguer, 24 és una obra modernista de Sant Joan Despí (Baix Llobregat) inclosa a l'Inventari del Patrimoni Arquitectònic de Catalunya.

## Descripció
Casa de planta baixa i pis. Projectada sense grans pretensions, però que ofereix treballs agradables de trencadís. Hi destaca a la façana l'enrajolat sota el balcó de disseny lineal i paral·lel al frontó superior. Aquest frontó cerca moviment geomètric similar al zig-zag. Ambdós vèrtexs s'hi poden veure inicials del propietari i l'any de construcció de la casa.

## Història
Promotor de l'obra Joan Manadé; petició de la llicència municipal d'obres el novembre del 1923 i concessió al 1924.